# Уочолдер, Рэйчел
Рэ́йчел Уочо́лдер (англ. Rachel Wacholder; 15 июня 1975, Лагуна-Бич, Калифорния, США) — американская пляжная волейболистка и фотомодель.

## Биография
Рэйчел Уочолдер родилась 15 июня 1975 года в Лагуна-Бич (штат Калифорния, США), но в настоящее время она проживает в Редондо-Бич (Калифорния) вместе со своей семьёй. Её родители — Майрон и Мэролин Уочолдер. У неё есть старшая сестра Эшли и младший брат Дэниел.
Она участвовала в восьми пляжных волейбольных чемпионатах с тремя партнёрами, в последнее время с Тайрой Тёрнер в Сан-Диего на «AVP» туре 3 августа 2008 года.
С ноября 2007 года Дженнифер замужем за волейболистом Шоном Скоттом. У супругов есть сын — Коа Дэниел Скотт (род. 03.04.2009).